# Майсурадзе, Арчил Семёнович
Арчил Семёнович Майсурадзе (груз. არჩილ სემენოვიჩ მაისურაძე; 1909, Хариствала, Грузия, Российская империя — 1959, Москва, РСФСР, СССР) — советский военный, государственный и политический деятель, полковник.

## Биография
Родился в 1909 году в селе Хариствали. Член ВКП(б) с 1930 года.
С 1924 года — на военной, общественной и политической работе. В 1924—1959 гг. — на политической работе в РККА, служил в частях в Грузинской АССР, участник Великой Отечественной войны, военный комиссар охраны войскового тыла 12-й армии Юго-Западного фронта, военный комиссар 95-го пограничного полка особого назначения войск НКВД Охраны тыла Южного фронта, военный комиссар Отдельной мотострелковой бригады особого назначения НКВД СССР, начальник политотдела 140-й Сибирской стрелковой дивизии (4-го формирования), на службе в Главном политическом управлении СА и ВМФ.
Избирался депутатом Верховного Совета СССР 1-го созыва.